# Мишенцин
Мишенцин (пол. Myszęcin, нім. Muschten) — село в Польщі, у гміні Щанець Свебодзінського повіту Любуського воєводства.
Населення — 619 осіб (2011).
У 1975-1998 роках село належало до Зеленогурського воєводства.

## Демографія
Демографічна структура станом на 31 березня 2011 року:
|          | Загалом | Допрацездатний вік | Працездатний вік | Постпрацездатний вік |
| -------- | ------- | ------------------ | ---------------- | -------------------- |
| Чоловіки | 313     | 59                 | 233              | 21                   |
| Жінки    | 306     | 65                 | 196              | 45                   |
| Разом    | 619     | 124                | 429              | 66                   |